# Mikhaïl Lomonossov (satellite)
Mikhaïl Lomonossov ou MVL-300 (Mikhaïl Vassilevitch Lomonossov 300) est un observatoire spatial russe développé par l'Université d'État de Moscou et placé sur orbite le 28 avril 2016. La mission du satellite est de collecter des données sur les différents types de rayonnement frappant l'atmosphère terrestre : rayons cosmiques d'origine galactique, extra galactique ou solaire, rayons gamma produits notamment par les sursauts gamma, particules en provenance des ceintures de radiation terrestres et rayonnement généré par des processus internes de l'atmosphère terrestre. Le micro satellite d'une masse d'environ 450 kg et qui doit circuler sur une orbite héliosynchrone emporte 6 instruments scientifiques. L'instrument principal TUS est un détecteur optique qui observe les phénomènes de fluorescence produits par les rayons cosmiques à très haute énergie (> 1019 eV) et permet de déduire leur spectre énergétique, leur composition (proton, noyau atomique lourd...) et leur direction d'arrivée.

## Contexte
L'Université d'État de Moscou commence à développer dans les années 2000 un nouveau satellite sur les rayonnements à haute énergie en se fixant comme objectif une mise en orbite en 2011. Cette date coïncide avec le 300e anniversaire de la naissance de Mikhaïl Lomonossov fondateur de l'université. Le nouveau satellite est baptisé en l'honneur de ce grand scientifique russe qui s'est, entre autres, intéressé aux phénomènes liés à l'électricité atmosphériques et à la luminescence atmosphérique. Le satellite est beaucoup plus complexe que les réalisations précédentes de l'université : les satellites Tatiana et Tatiana-2 (en).

## Objectifs scientifiques
Les objectifs scientifiques sont les suivants :
- Étude des rayons cosmiques à très haute énergie (1019 eV-  1020 eV).
- Étude des sursauts gamma.
- Étude des phénomènes lumineux transitoires dans la haute atmosphère terrestre.
- Étude des particules de la magnétosphère en tant que sources potentielles de certains phénomènes transitoires ou quasi permanents dans la haute atmosphère dans les domaines spectraux optique et X.

## Caractéristiques techniques
Le satellite Mikhaïl Lomonossov est un micro satellite d'une masse approximative de 450 kg qui utilise une plateforme développée pour la série des satellites d'observation de la Terre Canopus-V développée par l'entreprise russe VNIIEM. Les données sont stockées et restituées dans un équipement BI développé spécifiquement pour le satellite avec une capacité de stockage de 1 téraoctet.
Le satellite emporte un équipement expérimental, IMISS-1, qui doit contribuer à corriger les phénomènes de désorientation affectant les cosmonautes dans l'espace et qui exploite les données fournies par les systèmes inertiels,.

### Instrumentation scientifique
La charge utile d'une masse approximative de 120 kg comprend 6 instruments scientifiques répartis en trois sous-ensembles consacrés à un ou plusieurs objectifs.

#### Étude des rayons cosmiques
L'instrument principal TUS est un télescope optique observant le rayonnement ultraviolet (300-400 nanomètres) produit par les gerbes atmosphériques créées par les rayons cosmiques à très haute énergie pénétrant dans l'atmosphère. Les observations se font côté nuit. L'instrument est composé d'une lentille de Fresnel d'environ 2 mètres de diamètre (surface 1,8 m2) avec une distance focale de 1,5 mètre et d'un capteur constitué de 250 photomultiplicateurs. Une image est prise toutes les 0,8 microseconde à chaque fois que le satellite a progressé sur son orbite de 5 km. La taille du champ optique permet d'observer 6 400 km2 ce qui constitue un avantage décisif par rapport aux observatoires terrestres compte tenu de la rareté des rayons cosmiques à très haute énergie (1 particule de 1019 eV par km² et par an). Sur une durée de 3 ans il est prévu de détecter 60 événements.

#### Étude des sursauts gamma
Trois instruments sont consacrés à la détection des sursauts gamma :
- BDRG est un détecteur gamma équipé de 3 capteurs qui permet d'identifier et de localiser les rayons gamma incidents dont l'énergie est comprise entre 0,01  et   3 keV avec une précision de 1 à 3°. Il est prévu que l'instrument détecte environ 100 sources gamma par an[8].
- UFFO comprend deux instruments chargés de détecter les sursauts gamma[9] :
  - un télescope ultraviolet SMT (200-650 nanomètres) de 10 cm d'ouverture avec un champ optique de 17x17 minutes d'arc monté sur un système rotatif permettant une couverture de 90x90°. Le capteur de 256x256 pixels permet une localisation de la source avec une précision de 0,5 seconde d'arc ;
  - une caméra à masque codé UBAT permettant l'observation du rayonnement X dont l'énergie est comprise entre 5  et   200 keV. La résolution spectrale est de 2 keV à 60 keV.
- ShOK est constitué de deux caméras grand angle (1000 degré2) rapides (5 à 7 images par seconde) chargée de détecter les phénomènes optiques passagers associés aux rayonnements ou à d'autres phénomènes comme le passage d'astéroïdes ou de débris spatiaux[10].

#### Processus à l’œuvre dans la haute atmosphère
Deux instruments ELFIN-L et DEPRON étudient les processus à l'origine de la pénétration des particules chargées dans la haute atmosphère terrestre et analysent l'environnement radiatif à basse altitude :
- DEPRON (Dosimeter of Electrons, PROtons and Neutrons) mesure la quantité d'énergie des électrons, protons et noyaux atomiques à haute énergie[12].
- ELFIN-L (Electron Loss and Fields Investigator for Lomonosov) développé avec l'Institut de géophysique et de physique planétaire de Los Angeles mesure l'énergie des particules dans la gamme 30 keV-4,1 MeV. Il comprend un magnétomètre flux gate, un détecteur d'électrons (EPDE) et un détecteur d'ions (EPDI)[13].

| Instrument | Sous composant | Description                              | Objectif                                                                | Masse   | Consommation électrique | Caractéristiques             |
| ---------- | -------------- | ---------------------------------------- | ----------------------------------------------------------------------- | ------- | ----------------------- | ---------------------------- |
| TUS        | TUS            | Télescope ultraviolet                    | Détection fluorescence liée aux rayons cosmiques à haute énergie        | 60 kg   | 60 watts                |                              |
| BDRG       | BDRG           | Détecteur gamma                          | Détection et localisation des sursauts gamma                            | 7 kg    | 7,5 watts               |                              |
| UFFO       | UBAT           | détecteur rayons X                       | Détection des sursauts gamma                                            | 10 kg   | 10 watts                |                              |
| UFFO       | SMT            | Télescope ultraviolet                    | Détection des sursauts gamma                                            | 10,5 kg | 10 watts                |                              |
| ShOK       | ShOK           | 2 caméras optiques grand angle           | Observation manifestation optique des sursauts gamma                    | ?       | ?                       | champ optique : 1000 degrés² |
| DEPRON     | DEPRON         | Compteurs neutrons, protons et électrons | Étude des particules de la magnétosphère et de l'environnement radiatif | 3 kg    | ?                       |                              |
| ELFIN-L    | ELFIN-L        | Compteurs particules et magnétomètre     | Étude des particules de la magnétosphère et de l'environnement raidatif | 2 kg    | ?                       |                              |

## Déroulement de la mission
Le lancement a été repoussé à plusieurs reprises car il dépendant de l'achèvement de la construction du pas de tir qui avait pris du retard. Il est finalement lancé avec le satellite technologique AIST-2D le 28 avril 2016 par une fusée Soyouz-1 tirée depuis le cosmodrome Vostotchny,. Il doit être placé sur une orbite héliosynchrone à 550 km d'altitude.
Le 30 juin 2018, il est annoncé que le satellite ne parvient plus à transmettre ses données vers la Terre. Le problème n'est pas résolu jusqu'au 14 janvier 2019. Finalement, le satellite quitte son orbite le 16 décembre 2023.